# Prosisko
Prosisko je přírodní rezervace v oblasti Poľana.
Nachází se v katastrálním území obce Zvolenská Slatina v okrese Zvolen v Banskobystrickém kraji. Území bylo vyhlášeno či novelizováno v roce 1998 na rozloze 20,8000 ha. Ochranné pásmo nebylo stanoveno.